# La Serre-Bussière-Vieille
La Serre-Bussière-Vieille – miejscowość i gmina we Francji, w regionie Nowa Akwitania, w departamencie Creuse.
Według danych na rok 1990 gminę zamieszkiwało 117 osób, a gęstość zaludnienia wynosiła 8 osób/km² (wśród 747 gmin Limousin La Serre-Bussière-Vieille plasuje się na 497. miejscu pod względem liczby ludności, natomiast pod względem powierzchni na miejscu 454.).